# Barranca Grande
Barranca Grande är ett samhälle i kommunen Lerma i delstaten Mexiko i Mexiko. Barranca Grande hade 1 105 invånare vid folkräkningen år 2020.